# Michael Jakobsen
Michael Jakobsen (Copenhague, Dinamarca, 2 de enero de 1986) es un futbolista danés. Juega en la posición de defensa y su equipo es el NorthEast United de la Superliga de India.

## Biografía
Michael Jakobsen, que actúa en la posición de defensa central o por la banda izquierda, inició su carrera futbolística en las categorías inferiores del Boldklubben hasta que, en 2002, pasó a formar parte de la primera plantilla del club.
En 2003 se marchó a los Países Bajos para jugar con el PSV Eindhoven. Allí no tuvo muchas oportunidades; solo disfrutó de unos minutos en liga y fue el 28 de marzo de 2004 en el partido Willem II 3-1 PSV, cuando ingresó al campo en el minuto 84' sustituyendo a su compañero Kasper Bøgelund. El equipo consiguió en 2005 dos títulos: una Liga y una Copa de los Países Bajos.
En febrero de ese mismo año regresó a su país, donde firmó un contrato con el Aalborg BK. Debutó con su nuevo equipo el 13 de marzo, en un partido de liga contra el Brøndby IF (1-1). Ese año disputó 15 partidos y en la temporada siguiente ya se convirtió en titular indiscutible (jugó 28 encuentros). Se proclamó campeón de la liga en la campaña 2007-08, —temporada en la que Michael Jakobsen tuvo un papel destacado, disputando 32 partidos—. Al año siguiente debutó en la Liga de Campeones de la UEFA, donde el Aalborg BK no consiguió pasar de la fase de grupos. Jakobsen marcó un gol al Manchester United en esa competición.
En junio de 2010 fichó por la Unión Deportiva Almería por cinco temporadas a cambio de menos de un millón de euros para el Aalborg BK. Pese a su gran proyección, le costó poder entrar en el equipo. Aunque ya fue titular en la jornada 2 de la Liga BBVA, ante el R. C. D. Espanyol, no volvió a serlo en liga hasta dos meses después, repitiendo titularidad ante el Valencia C. F. Sus dificultades con el idioma español le impidieron integrarse con prontitud.

## Selección nacional
Todavía no ha sido internacional con la selección absoluta, aunque sí ha jugado con las categorías inferiores.
En 2002 fue elegido "Mejor jugador de la selección danesa sub-17".
En 2008 estuvo a punto de debutar con el primer equipo frente a los Países Bajos, aunque una lesión sufrida dos días antes lo impidió.

## Clubes
| Club                        | País         | Año       |
| --------------------------- | ------------ | --------- |
| Boldklubben af 1893         | Dinamarca    | 2002-2003 |
| PSV Eindhoven               | Países Bajos | 2003-2005 |
| Aalborg Boldspilklub        | Dinamarca    | 2005-2010 |
| U. D. Almería               | España       | 2010-2012 |
| F. C. Copenhague            | Dinamarca    | 2012-2014 |
| F. C. Nordsjælland (cedido) | Dinamarca    | 2013-2014 |
| Esbjerg fB                  | Dinamarca    | 2014-2016 |
| Lillestrøm SK (cedido)      | Noruega      | 2016      |
| Melbourne City F. C.        | Australia    | 2016-2018 |
| Adelaide United F. C.       | Australia    | 2018-2022 |
| NorthEast United            | India        | 2022-     |

## Palmarés

### Títulos nacionales
| Título                 | Club                  | País      | Año  |
| ---------------------- | --------------------- | --------- | ---- |
| Superliga de Dinamarca | Aalborg BK            | Dinamarca | 2008 |
| Superliga de Dinamarca | F. C. Copenhague      | Dinamarca | 2013 |
| FFA Cup                | Melbourne City F. C.  | Australia | 2016 |
| FFA Cup                | Adelaide United F. C. | Australia | 2018 |
| FFA Cup                | Adelaide United F. C. | Australia | 2019 |